# Wielersport op de Olympische Zomerspelen 1980
De wielersport is een van de sporten die beoefend werden tijdens de Olympische Zomerspelen 1980 in Moskou.

## Heren

### baan

#### tijdrit, 1000 m
| rang   | sporter(s)           | land | tijd        |
| ------ | -------------------- | ---- | ----------- |
| Goud   | Lothar Thoms         | GDR  | WR 1:02.955 |
| Zilver | Aleksandr Panfilov   | URS  | 1:04.845    |
| Brons  | David Weller         | JAM  | 1:05.241    |
| 4      | Guido Bontempi       | ITA  | 1:05.478    |
| 5      | Yavé Cahard          | FRA  | 1:05.584    |
| 6      | Heinz lsler          | SUI  | 1:06.273    |
| 7      | Petr Kocek           | TCH  | 1:06.368    |
| 8      | Bjarne Carl Sørensen | DEN  | 1:07.422    |

#### sprint, 1000 m
| rang   | sporter(s)     | land | heat 1 | heat 2 | heat 3 |
| ------ | -------------- | ---- | ------ | ------ | ------ |
| Goud   | Lutz Heßlich   | GDR  | 11.40  | -      | 12.01  |
| Zilver | Yavé Cahard    | FRA  | -      | 10.86  | -      |
| Brons  | Sergej Kopylov | URS  | 10.56  | 10.47  |        |
| 4      | Anton Tkáč     | TCH  | -      | -      |        |
| 5      | Henrik Salée   | DEN  |        |        |        |
| 6      | Heinz lsler    | SUI  |        |        |        |
| 7      | Kenrick Tucker | AUS  |        |        |        |
| 8      | Octavio Dazzan | ITA  |        |        |        |

#### individuele achtervolging, 4000 m
| rang   | sporter(s)            | land | tijd    |
| ------ | --------------------- | ---- | ------- |
| Goud   | Robert Dill-Bundi     | SUI  | 4:35.66 |
| Zilver | Alain Bondue          | FRA  | 4:42.96 |
| Brons  | Hans-Henrik Ørsted    | DEN  | 4:36.54 |
| 4      | Harald Wolf           | GDR  | 4:37.38 |
| 5      | Vladimir Ossokin      | URS  |         |
| 6      | Sean Yates            | GBR  |         |
| 7      | Pierangelo Bincoletto | ITA  |         |
| 8      | Martin Penc           | TCH  |         |

#### ploegachtervolging, 4000 m
| rang   | sporter(s)                                                                           | land | tijd    |
| ------ | ------------------------------------------------------------------------------------ | ---- | ------- |
| Goud   | Viktor Manakov Valerij Movtsjan Vladimir Ossokin Vitali Petrakov (Aleksandr Krasnov) | URS  | 4:15.70 |
| Zilver | Gerald Mortag Uwe Unterwalder Matthias Wiegand Volker Winkler                        | GDR  | 4:19.67 |
| Brons  | Teodor Černý Martin Penc Jiří Pokorný lgor Sláma                                     | TCH  |         |
| 4      | Pierangelo Bincoletto Guido Bontempi lvano Maffei Silvestro Milani                   | ITA  | DNF     |
| 5      | Alain Bondue Philippe Chevalier Pascal Poisson Jean-Marc Rebière                     | FRA  |         |
| 6      | Colin Fitzgerald Kevin Nichols Kelvin Poole Garry Sutton                             | AUS  |         |
| 7      | Anthony Doyle Malcolm Elliott Glen Mitchell Sean Yates                               | GBR  |         |
| 8      | Robert Dill-Bundi Urs Freuler Hans Känel Hans Ledermann                              | SUI  |         |

### weg

#### individueel
Afstand: 189 km
| rang   | sporter(s)               | land | tijd      |
| ------ | ------------------------ | ---- | --------- |
| Goud   | Sergej Soechoroetsjenkov | URS  | 4:48:28.9 |
| Zilver | Czesław Lang             | POL  | 4:51:29.9 |
| Brons  | Joeri Barinov            | URS  | 4:51:29.9 |
| 4      | Thomas Barth             | GDR  | 4:56:12.9 |
| 5      | Tadeusz Wojtas           | POL  | 4:56:12.9 |
| 6      | Anatoli Jarkin           | URS  | 4:56:54.9 |
| 7      | Adrie van der Poel       | NED  | 4:56:54.9 |
| 8      | Christian Faure          | FRA  | 4:56:54.9 |

#### ploegentijdrit
Afstand: 101 km
| rang   | sporter(s)                                                         | land | tijd      |
| ------ | ------------------------------------------------------------------ | ---- | --------- |
| Goud   | Joeri Kasjirin Oleg Logvin Sergej Sjelpakov Anatoli Jarkin         | URS  | 2:01:21.7 |
| Zilver | Falk Boden Bernd Drogan Olaf Ludwig Hans-Joachim Hartnick          | GDR  | 2:02:53.2 |
| Brons  | Michal Klasa Vlastibor Konečný Alipi Kostadinov Jiří Škoda         | TCH  | 2:02:53.9 |
| 4      | Stefan Ciekański Jan Jankiewicz Czesław Lang Witold Plutecki       | POL  | 2:04.13.8 |
| 5      | Mauro de Pellegrin Gianni Giacomini lvano Maffei Alberto Minetti   | ITA  | 2:04:36.2 |
| 6      | Borislav Assenov Venelin Khoubenov Jordan Pentsjev Nentsjo Staikov | BUL  | 2:05:55.2 |
| 7      | Harry Hannus Kari Puisto Patrick Wackström Sixten Wackström        | FIN  | 2:05:58.2 |
| 8      | Bruno Bulić Vinko Polončič Bojan Ropret Bojan Udovič               | YUG  | 2:07:12.0 |

## Medaillespiegel
| rang   | land              | goud | zilver | brons | totaal |
| ------ | ----------------- | ---- | ------ | ----- | ------ |
| 1      | Sovjet-Unie       | 3    | 1      | 2     | 6      |
| 2      | DDR               | 2    | 2      | 0     | 4      |
| 3      | Zwitserland       | 1    | 0      | 0     | 1      |
| 4      | Frankrijk         | 0    | 2      | 0     | 2      |
| 5      | Polen             | 0    | 1      | 0     | 1      |
| 6      | Tsjecho-Slowakije | 0    | 0      | 2     | 2      |
| 7      | Denemarken        | 0    | 0      | 1     | 1      |
| 7      | Jamaica           | 0    | 0      | 1     | 1      |
| totaal | totaal            | 6    | 6      | 6     | 18     |